# Тальхаузен
Тальхаузен (нем. Thalhausen) — община в Германии, в земле Рейнланд-Пфальц. 
Входит в состав района Нойвид. Подчиняется управлению Ренгсдорф.  Население составляет 749 человек (на 31 декабря 2010 года). Занимает площадь 3,66 км².